# Castilleja salsuginosa
Castilleja salsuginosa är en snyltrotsväxtart som beskrevs av Noel Herman Holmgren. Castilleja salsuginosa ingår i släktet målarborstar, och familjen snyltrotsväxter. Inga underarter finns listade i Catalogue of Life.